# Natick-Klasse
Die Natick-Klasse, auch YTB-760-Klasse genannt, ist eine Klasse von Hafenschleppern (yard tug boats) der United States Navy. Die Schiffe wurden ab 1961 in allen größeren Stützpunkten der US-Marine eingesetzt, derzeit werden die Schiffe ausgemustert, ihre Aufgaben werden von zivilen Schleppern übernommen. Nur in wenigen Stützpunkten setzt die US Navy noch ihre eigenen Schlepper ein.

## Geschichte

### Entwicklung und Bau
Die Schlepper der Natick-Klasse wurden Ende der fünfziger Jahre als Ersatz für die veralteten Hafenschlepper der Marine entworfen, die zum größten Teil noch aus der Zeit des Zweiten Weltkriegs stammten. Die alten Schlepper waren mit den größer werdenden Schiffen überfordert, daher entwarf die Marine eine Klasse neuer Hafenschlepper. Die Pläne wurden am 16. Juni 1960 fertiggestellt, der Bauauftrag für das erste Schiff, die USS Natick (YTB-760), erging am 29. Juni 1960 an den Jakobson Shipyard in Oyster Bay, New York. Insgesamt waren sechs Werften mit dem Bau der 77 Schiffe beauftragt, die meisten Schlepper wurden bei der Marinette-Marine-Werft in Marinette sowie bei Peterson Shipbuilders in Sturgeon Bay, Wisconsin gebaut. Das letzte Schiff der Klasse, die USS Pokagon (YTB-836), lief am 9. April 1975 bei Marinette Marine vom Stapel.

### Benennung
Die Schiffe der Klasse wurden nach Orten in den Vereinigten Staaten und nach verschiedenen Indianerstämmen benannt. Das Typschiff wurde nach dem Ort Natick in Massachusetts benannt.

### Gegenwart und Zukunft
Wegen der hohen Betriebskosten, die sich vor allem durch die große Besatzung der Schlepper ergibt, vergibt die US-Marine die Aufträge für die Schleppereinsätze in ihren Stützpunkten seit 1998 an private Betreiber, die Einsparungen dadurch liegen im Millionenbereich. Durch die Ausschreibungen wurden viele der Schlepper überflüssig, derzeit sind noch 17 Schiffe aktiv, die meisten davon an der Westküste sowie auf den pazifischen Stützpunkten der Vereinigten Staaten. Diese Schiffe sollen in Zukunft aber ebenfalls ausgemustert werden und ihre Aufgaben von zivilen Schleppern übernommen werden. Die meisten ausgemusterten Schiffe wurden entweder verkauft oder verschrottet, einige wenige bleiben in der Reserveflotte.

## Technik

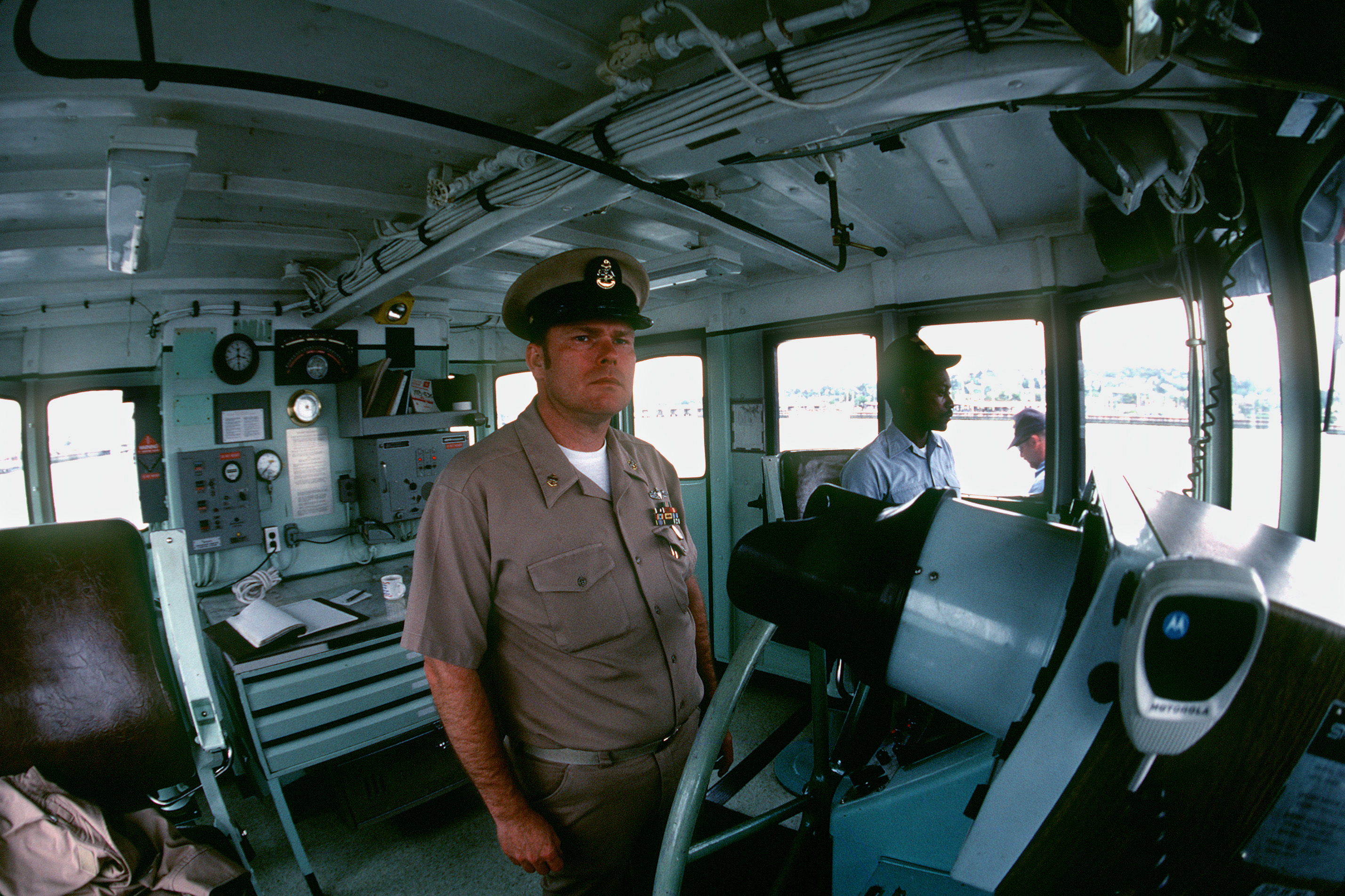
Steuerhaus eines Natick-Schleppers

### Rumpf und Aufbauten
Der Rumpf eines Schleppers der Natick-Klasse ist 33,2 Meter lang und 8,8 Meter breit. Der Tiefgang liegt bei 3,95 Metern, die Verdrängung beträgt im beladenen Zustand 356 ts. Der Bugsteven ist hochgezogen und verstärkt, zusätzlich ist er mit Fendern versehen. Die vordere Schiffshälfte nimmt das Deckshaus ein, das die Mannschaftsquartiere samt Waschraum und Kombüse beherbergt. Auf dem Deckshaus sitzt das Steuerhaus, hinter dem Steuerhaus befindet sich der Schornstein. Der Mast, auf dem sich Navigationsradar und Positionsleuchten befinden, kann nach hinten abgeklappt werden. Auf dem flachen Achterdeck befinden sich mehrere Poller und Seilführungen.

### Antrieb

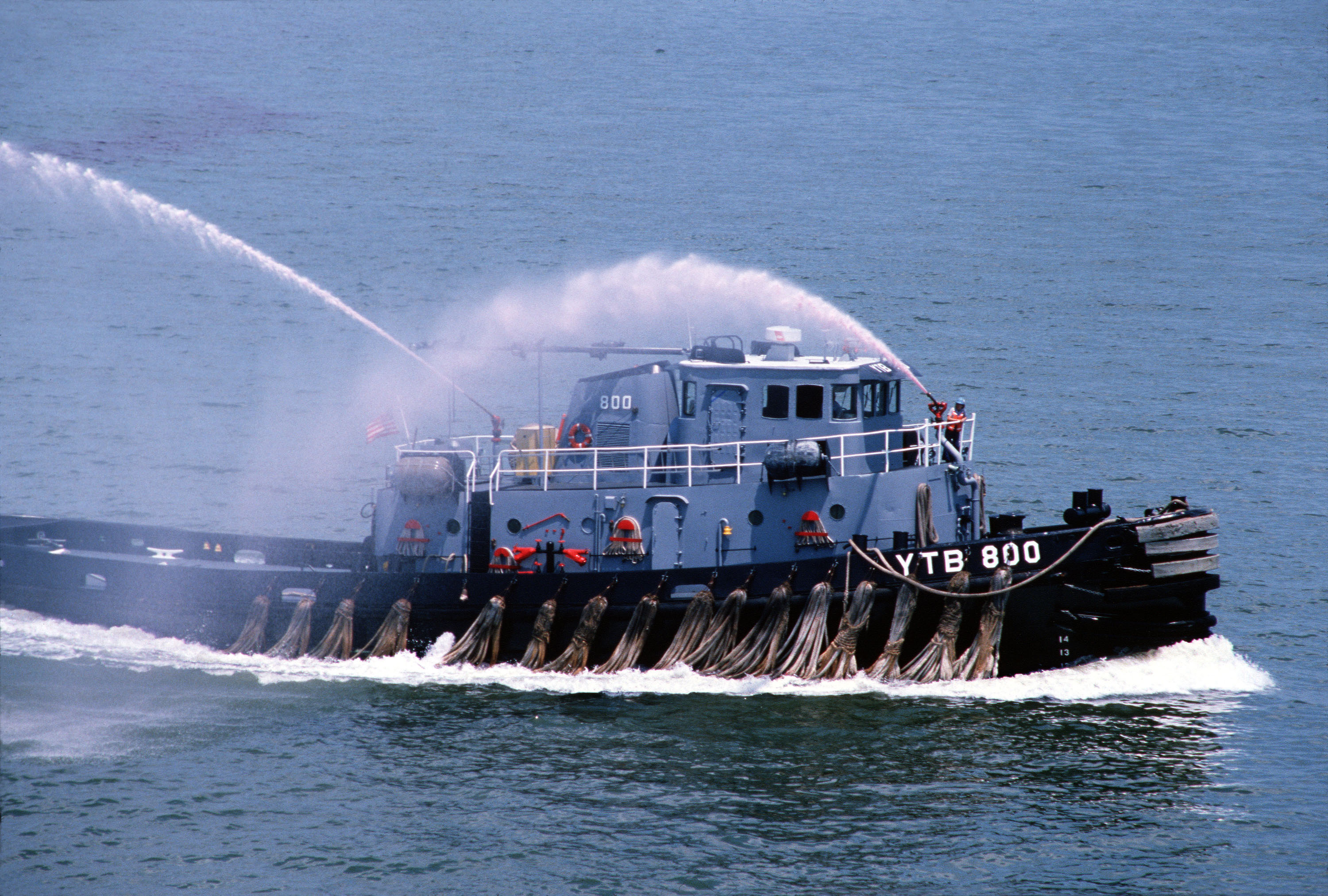
Löschmonitore der USS Eufaula (YTB-800)

Der Antrieb erfolgt durch einen einzelnen Dieselmotor mit 2200 PS, der seine Leistung über ein Reduktionsgetriebe an eine einzelne Schraube mit 3,65 Meter Durchmesser abgibt. Die Höchstgeschwindigkeit beträgt 12 Knoten, die Zugkraft beträgt 45 Tonnen. Die Steuerung erfolgt durch ein einzelnes, elektrisch angesteuertes Ruder. Zwei 60 kW-Generatoren erzeugen elektrischen Strom für das 12V/24V-Bordnetz des Schleppers.

### Ausrüstung und Besatzung
Auf dem Achterdeck der Schlepper befindet sich ein Spill mit elektrohydraulischem Antrieb und einer Tragkraft von vier Tonnen für das Schleppgeschirr. Zusätzlich befinden sich zwei Winden samt Hebezeug für Bergungseinsätze an Bord. Auf einigen Schiffen wurde zusätzlich ein kleiner Kran am Schornstein angebracht.
Die Schiffe verfügen außerdem über eine Löschpumpe mit einer Pumpleistung von 7570 Litern pro Minute, die zwei Löschmonitore vor und hinter der Brücke mit 10 bar Druck speist. Zusätzlich befinden sich zwei Tanks mit je 2800 Litern Schaummittel zur Erzeugung von Löschschaum an Bord. Eine weitere Pumpe mit einer Förderleistung von 7570 Litern pro Minute kann zum Abpumpen von eingedrungenem Seewasser genutzt werden. Zwei Kompressoren erzeugen Druckluft mit 17 bar Druck.
Die Besatzung, die aus vier Offizieren und acht Mannschaftsdienstgraden besteht, verfügt über eine komplett eingerichtete Kombüse mit Tiefkühler, eine Kajüte mit Kojen für jedes Besatzungsmitglied sowie eine Nasszelle mit Dusche und WC. Die Kajüte wurde bei den ersten Schiffen mittels eines Ölkessels beheizt, ab 1972 wurden die Schiffe mit einer elektrischen Heizung ausgestattet.

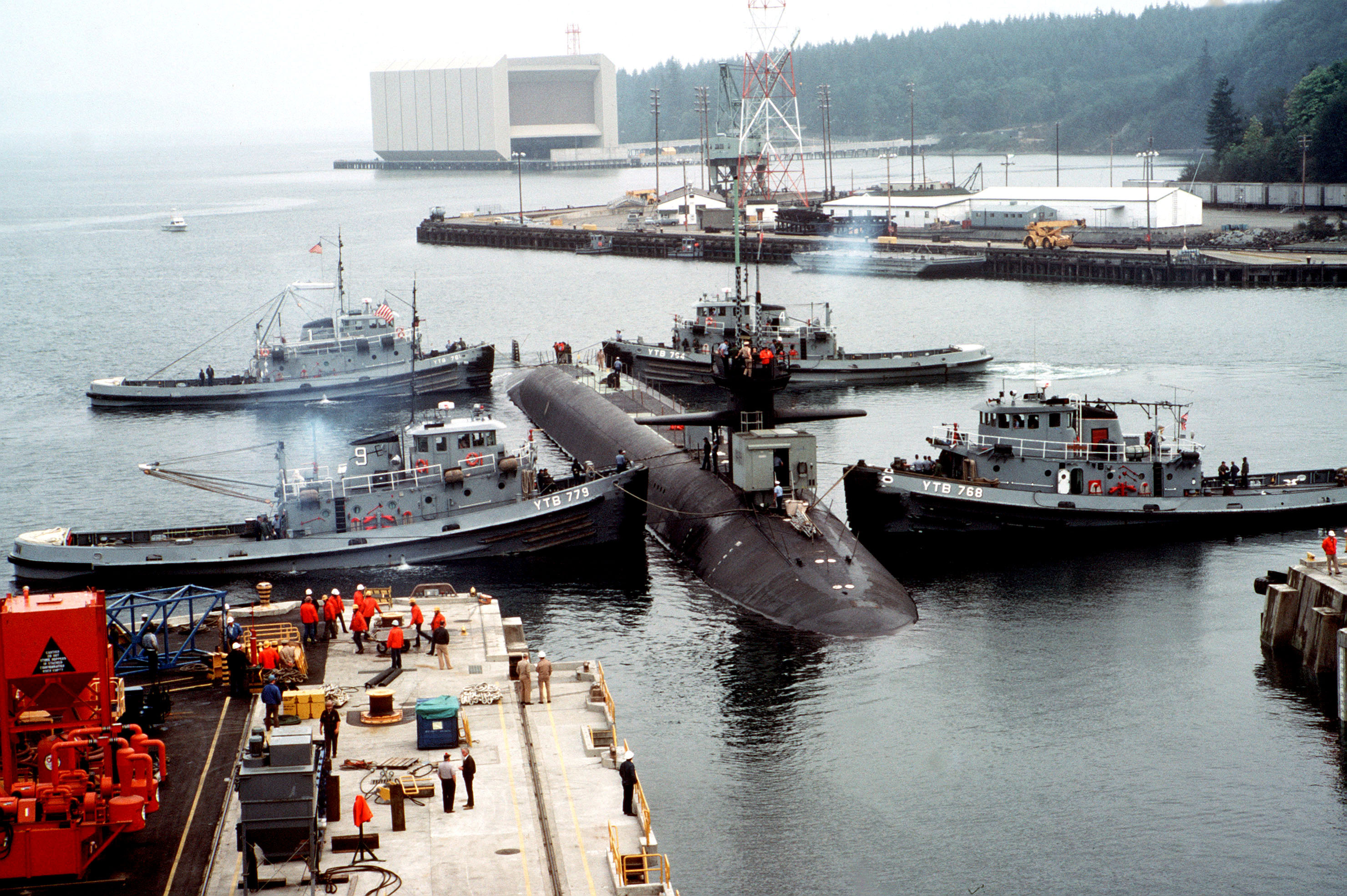
Vier Naticks bugsieren die USS Ohio aus dem Dock

## Einsatz
Die Schlepper der Natick-Klasse wurden auf allen größeren Stützpunkten der US-Marine rund um die Welt eingesetzt. Sie begleiteten Schiffe in und aus dem Hafen, halfen beim Anlegen und Manövrieren in den engen Gewässern.
Auch bei Bergungs- und Rettungseinsätzen im Hafengebiet sowie in küstennahen Gewässern wurden die Schlepper eingesetzt, teilweise wurden sie auch auf hoher See zum Schleppen und Bugsieren antriebsloser oder beschädigter Schiffe verwendet. Die meiste Zeit blieben die Schiffe jedoch in ihren angestammten Heimathäfen.